# Blauwvoorhoofdvijgpapegaai
De blauwvoorhoofdvijgpapegaai (Cyclopsitta gulielmitertii) is een vogel uit de familie Psittaculidae (papegaaien van de Oude Wereld). De vogel komt voor in laaglandbos in de provincie West-Papua (Indonesië).

## Naamgeving
De vogel werd door Heinrich Agathon Bernstein op zijn zevende (en laatste, want hij overleed tijdens deze expeditie) reis in de winter 1864/65 op Salawati verzameld en een jaar later door de Duits/Nederlandse dierkundige Hermann Schlegel in Leiden beschreven. De wetenschappelijke naam is een eerbetoon aan Willem III der Nederlanden (Latijn: Gulielmi Tertii) omdat de koning deze expeditie financierde. 

## Kenmerken
Deze papegaai is 11 tot 13 centimeter lang. De vogel heeft een gedrongen postuur met een korte staart. Van boven is hij donkergroen met boven en rond het oog een donkerblauw gekleurde kap. Het mannetje heeft een lichtgele wang met een kommavormige bijna zwarte vlek en een oranjekleurige borst. Het vrouwtje heeft geen oranje op de borst, maar is geheel lichtgroen van onder en heeft een driekleurig patroon (lichtgeel, zwart en oranje) op de wang.

## Verspreiding en leefgebied
Deze soort is endemisch in Nieuw-Guinea en komt voor in laagland natuurlijk bos op het eiland Salawati en aangrenzend aan de randen van het schiereiland Vogelkop  op hoogten tussen zeeniveau en 1100 meter daarboven. De vogel is geen bedreigde diersoort van de rode lijst van de IUCN.